# Didcot

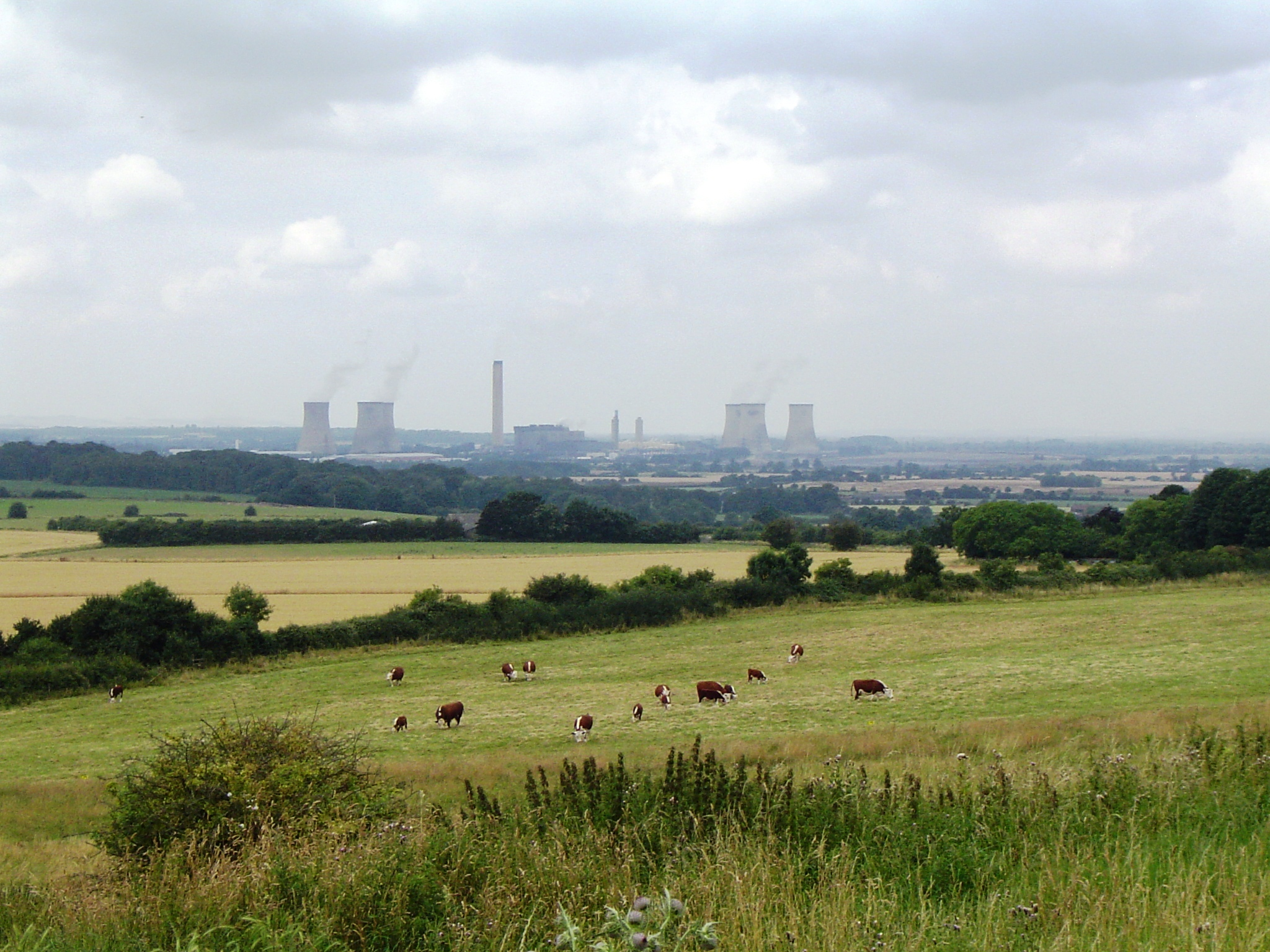
Central eléctrica de Didcot de Wittenham Clumps

Didcot es una localidad británica perteneciente al condado de Oxfordshire, 16 km del sur de Oxford. Tenía una población de 25.231 habitantes en 2001.
- Datos: Q1009242
- Multimedia: Didcot / Q1009242